# El exorcista III
El exorcista III es una película de terror estadounidense de 1990, dirigida y escrita por William Peter Blatty. La película es una adaptación cinematográfica de la novela de Blatty, Legión (1983), y es la segunda secuela de la película original El Exorcista. Es protagonizada por George C. Scott, Brad Dourif, Ed Flanders y Nicol Williamson. 
Ambientada diecisiete años después de El Exorcista (1973) e ignorando la secuela Exorcista II: El Hereje, aunque sin contradecirla tampoco, la película se centra en el teniente William F. Kinderman de la primera película, quien investiga una serie de asesinatos desconcertantes acaecidos en Georgetown que parecen tener una motivación satánica detrás de ellos y, además, tienen todas las características de "El Géminis", un asesino en serie fallecido.
Originalmente titulada Legión, la película fue drásticamente modificada en la etapa de posproducción, siendo vuelta a escribir y a filmar por órdenes de los ejecutivos del estudio Morgan Creek Productions, que demandaron a última hora la adición de una secuencia de un exorcismo. Por ello, la película fue estrenada como El Exorcista III para ser más comercial. La versión final difiere de la visión de Blatty, cuya filmación original ha quedado aparentemente perdida.
La historia tiene lugar en Georgetown, diecisiete años después de los eventos del El Exorcista en donde una chica joven llamada Regan McNeil fue poseída por un demonio asirio Pazuzu.

## Sinopsis
Esta película se centra en el teniente William F. Kinderman de la primera película, quien vuelve a involucrarse en el caso de posesión de Regan MacNeil al investigar una serie de asesinatos desconcertantes acaecidos en Georgetown que parecen tener una motivación satánica detrás de ellos. Todos estos asesinatos comparten características con el modus operandi del "asesino Géminis", un asesino en serie ejecutado años atrás.
La evidencia eventualmente lleva a Kinderman al centro psiquiátrico, donde un caso realmente perturbador toma lugar de nuevo. Allí, Kinderman va descubriendo la relación entre la aparente resurrección del "asesino Géminis" y la noche en que el Padre Damien Karras murió en el curso del exorcismo del demonio que poseía a Regan McNeil.

## Reparto
- George C. Scott como William F. Kinderman
- Ed Flanders como el Padre Dyer.
- Brad Dourif como el asesino Géminis.
- Scott Wilson como el Dr. Temple
- Nancy Fish como la enfermera Allerton.
- Nicol Williamson como el padre Morning.
- Jason Miller como Damien Karras.
- Barbara Baxley como Shirley.
- Grand L. Bush como el sargento Atkins.
- Harry Carey Jr. como el Padre Kanavan.
- George DiCenzo como Stedman.
- Tyra Ferrell como la enfermera Blaine.
- Lois Foraker como la enfermera Merrin.
- Don Gordon como Ryan.
- Mary Jackson como la señora Clelia.
- Zohra Lampert como Mary Kinderman.
- Ken Lerner como el Dr. Freedman
- Viveca Lindfors como la enfermera X.
- Lee Richardson como el rector de la Universidad.

## Recepción
El exorcista III fue estrenado en 1.288 cines en Estados Unidos el 17 de agosto de 1990. A diferencia de sus predecesoras, fue distribuida por 20th Century Fox en lugar de Warner Bros. (aunque los derechos revirtieron luego a Warner Brothers). La película fue estrenada solo un mes antes de la parodia de El exorcista Reposeída, protagonizada por Linda Blair y Leslie Nielsen. Blair declaró que se adelantó el estreno de El exorcista III para aprovechar la publicidad de la comedia, lo que forzó a que esta fuera estrenada un mes más tarde de lo originalmente planificado.

### Respuesta de la crítica
El exorcista III ha recibido generalmente reseñas entre positivas y negativas por parte de los críticos. Rotten Tomatoes estableció que el 62% de los críticos dieron una reseña positiva, sobre la base de 26 intervenciones, con una calificación promedio de 5,6 sobre 10. El crítico de cine británico Mark Kermode la calificó como «un thriller [...] que estimula la adrenalina y el intelecto en igual medida», y el crítico Vincent Camby de The New York Times afirmó que «El Exorcista III es una película mejor y más divertida que cualquiera de sus predecesoras». Por su parte, Owen Gleiberman de Entertainment Weekly dio una reseña negativa al sostener que «si las secuelas son generalmente decepcionantes, las terceras partes a menudo son mucho peores. Puede parecer como si nada estuviera pasando, salvo unos tenues murmullos de la película original, murmullos que solo recuerdan lo que no se está presentando» y llamó a El exorcista III «un desastre [que] tiene el sentimiento de una lección de catequismo de pesadilla o una película de terror hecha por un monje deprimido».

### Premios
En 1991, la película ganó un Premio Saturn de la Academia de Cine de Ciencia Ficción, Fantasía y Terror para el mejor guion (William Peter Blatty) y fue nominada para mejor actor de reparto (Brad Dourif) y mejor película de terror. Dourif también fue nominado para peor actor en los Premios Golden Raspberry Awards.